# Am Bord
Am Bord (ook wel bekend als Lord MacDonald's Table) is een klein onbewoond Schots rotseilandje in de Binnen-Hebriden. Het eiland ligt ten zuiden van Fladda-chùain, ten noorden van het schiereiland Trotternish op Skye en slechts 20 meter ten oosten van Gearran, een eiland met ongeveer dezelfde afmetingen.